# Brylluppet
Brylluppet (russisk: Свадьба) er en sovjetisk film fra 1944 af Isidor Annenskij.

## Medvirkende
- Aleksej Gribov som Jevdokim Zjigalov
- Faina Ranevskaja som Nastassja Timofejevna Zjigalova
- Erast Garin
- Zoja Fjodorova som Dasja
- Nikolaj Konovalov som Fjodor Revunov-Karaulov